# Blepharella atricauda
Blepharella atricauda är en tvåvingeart som beskrevs av Louis-Paul Mesnil 1970. Blepharella atricauda ingår i släktet Blepharella och familjen parasitflugor.
Artens utbredningsområde är Zimbabwe. Inga underarter finns listade i Catalogue of Life.